# Ylvis
Ylvis je bratrské komediální duo pocházející z Bergenu v Norsku. Po úspěšném debutu v roce 2000 se zúčastnili několika koncertů a byli hosté v rádiových a televizních show. Proslavili se hlavně svým singlem „The Fox“ (Liška), vydaným 3. 9. 2013. Skladba byla původně určena jako vtip pro podzimní premiéru 3. série jejich show I kveld med Ylvis (Dnes večer s Ylvis), avšak za pouhé čtyři dny dosáhla na YouTube 7 milionů zhlédnutí a z Ylvis se rázem staly globální hvězdy. Již za necelý první měsíc měl klip přes 350 miliónů zhlédnutí a ke 10. červnu 2024 dosáhl klip přes 1,1 miliardy zhlédnutí.

## Dětství
Vegard Urheim Ylvisåker (* 1979, Trondheim) a Bård Urheim Ylvisåker (* 1982, Bergen) žili od narození v Bergenu (rodiče pocházejí z provincie Sogn og Fjordane) na západě Norska. V dětství se však se svými rodiči přestěhovali do Angoly a Mosambiku, kde jejich otec pracoval v jako inženýr. Po pár letech se vrátili zpět do Bergenu. Již jako malí byli vedeni k hudbě. Vegard se učil hrát na violu a piano a Bård na housle a saxofón. Mají nejmladšího bratra jménem Bjarte Urheim Ylvisåker, který s nimi občas vystupuje na koncertech, jeho specialitou je píseň „I will never be a star“ (Nikdy nebudu hvězda), kde zpívá o úspěchu svých bratrů, zatímco on nikdy slavný nebude.

## Rodiny
Oba nyní se svými rodinami žijí v Oslu, převážně kvůli práci. Bård má dvě dcery a jednoho syna, Vegard má dva syny a jednu dceru.

## Kariéra
Na střední škole se často zapojovali do školního divadla gymnázia Fana i do pěveckých sborů. V roce 2000 si jejich vystoupení všiml Peter Brandt, který jim poté zorganizoval debut v divadle Ole Bull. Jejich show nesla název „Ylvis – en kabaret“.
V roce 2006 podepsali smlouvu s produkční společností Stageway. Debutovali také jako hosté v úspěšném rádiovém pořadu „O-fag“.
Jejich nejúspěšnější hit je určitě „The Fox“. Zúčastnění jsou oblečení v kostýmech různých zvířat a napodobují pro určitý druh specifické zvuky. Smyslem písně je zamyšlení nad tím, jak dělá liška, jež má zároveň největší prostor v oblasti kostýmů a efektů. Píseň sama začíná slovy: „Pes dělá haf, kočka dělá mňau, pták dělá píp a myš piští“. I přesto se klip a píseň staly ihned hitem internetu, během několika málo dnů klip vidělo několik desítek milionů lidí. Díky rostoucí světové oblibě klip míří velmi vysoko. Do repertoáru skupiny Ylvis patří také například píseň Stonehenge, Massachusetts, Someone like me, Pressure, Work it, Jan Egeland či Kjemperform, atd. Se svým velkolepým turné „The Expensive Jacket Tour“ objeli v roce 2014 celé Norsko.
Kromě své hudební kariéry také moderují norskou populární talk-show „I Kveld Med Ylvis“ (Dnes večer s Ylvis) na TVNorge, kde je doplňují Calle Hellevang Larsen (1., 3. a 4. série, v 2. sérii David Chandra Batra) a Magnus Devold.
Dále mají za sebou již 4 série varietních vystoupení složených z různých vtipných skečí a hudebních vystoupení.
Těsně před zveřejněním klipu písně „The Fox“ vydali Ylvis dětskou knihu se stejnojmenným názvem.

## Členové
- Bård Ylvisåker – zpěv, kytara, housle, bicí, harmonika, flétna, saxofón
- Vegard Ylvisåker – zpěv, kytara, basa, viola, piano, harmonika

## Rádiové show
- 2006: O-fag
- 2008: O-fag (2. série)

## Hostování v televizních show
- 2007–2008: Norges herligste
- 2008: Ylvis møter veggen (Ylvis potkává zeď)
- 2009: Hvem kan slå Ylvis? (Kdo porazí Ylvis?)
- 2010: Nordens herligste
- 2010: Hvem kan slå Aamodt og Kjuss? (Kdo porazí Aamodta a Kjusse?)
- 2011: I kveld med Ylvis (Dnes večer s Ylvis)
- 2012: I Kveld med Ylvis (2. série)
- 2013: I kveld med Ylvis (3. série)
- 2014: I Kveld Med Ylvis live (4. série)

## Diskografie

### Písně
- 2000 – Rumour Says
- 2004 – Kjempeform
- 2011 – La det på is
- 2011 – Sammen finner vi frem
- 2011 – Work it
- 2012 – Someone like me
- 2012 – Janym
- 2012 – Jan Egeland
- 2012 – Pressure
- 2013 – The Cabin
- 2013 – Stonehenge
- 2013 – The Fox (What Does the Fox Say? )
- 2014 – Trucker's hitch
- 2014 – Mr. Toot
- 2014 – I Will Never Be A Star
- 2014 – Yoghurt
- 2014 – Ytterst på tissen
- 2014 – Intolerant
- 2016 – a capella
- 2016 – Old Friends
- 2016 – Engine for Gabriel
- 2016 – Language of Love

## Ocenění
- Komiprisen 2012
- MAMA (Mnet Asian Music Awards) 2013
- Spellemannprisen 2013
- Gullruten 2014